# Kopanina (Nowy Gaj)
Kopanina – część wsi Nowy Gaj w województwie lubelskim, w powiecie lubelskim, w gminie Wojciechów. 
W latach 1975–1998 miejscowość należała administracyjnie do województwa lubelskiego.
W pobliżu znajduje się Młyn Hipolit, rzeka Bystra, oraz granica gminy Nałęczów (pow. puławski).